# プチコドゥス
プチコドゥス（学名: Ptychodus）は、白亜紀から古第三紀にかけて生息した、絶滅したサメの属。全長は約10メートルにも達し、当時最大のサメであった。歯は平らな形になっており、貝類やアンモナイトなど、硬い殻を持つ生き物を食べていたとされる。プチコドゥスの歯の化石は、後期白亜紀の海洋堆積物の多くに豊富に含まれている 。プチコドゥスの多くの種は世界中の全ての大陸で発見されており、このような種には Ptychodus mortoni、P. decurrens、P. marginalis、P. mammillaris、P. rugosus、P. latissimusがいる。 彼らは約8500万年前に西部内陸海路で絶滅し、そこで大部分が発見されている。かつてはヒボドゥス目またはエイに分類されていたが、いずれも後の研究で否定されている。 

## 語源
属名はギリシャ語の ptychos （折れた）およびodon（歯）に由来し、ニオブララ累層周辺の鉱床で回収された歯の粉砕および粉砕歯の形状を表す。

## 発見

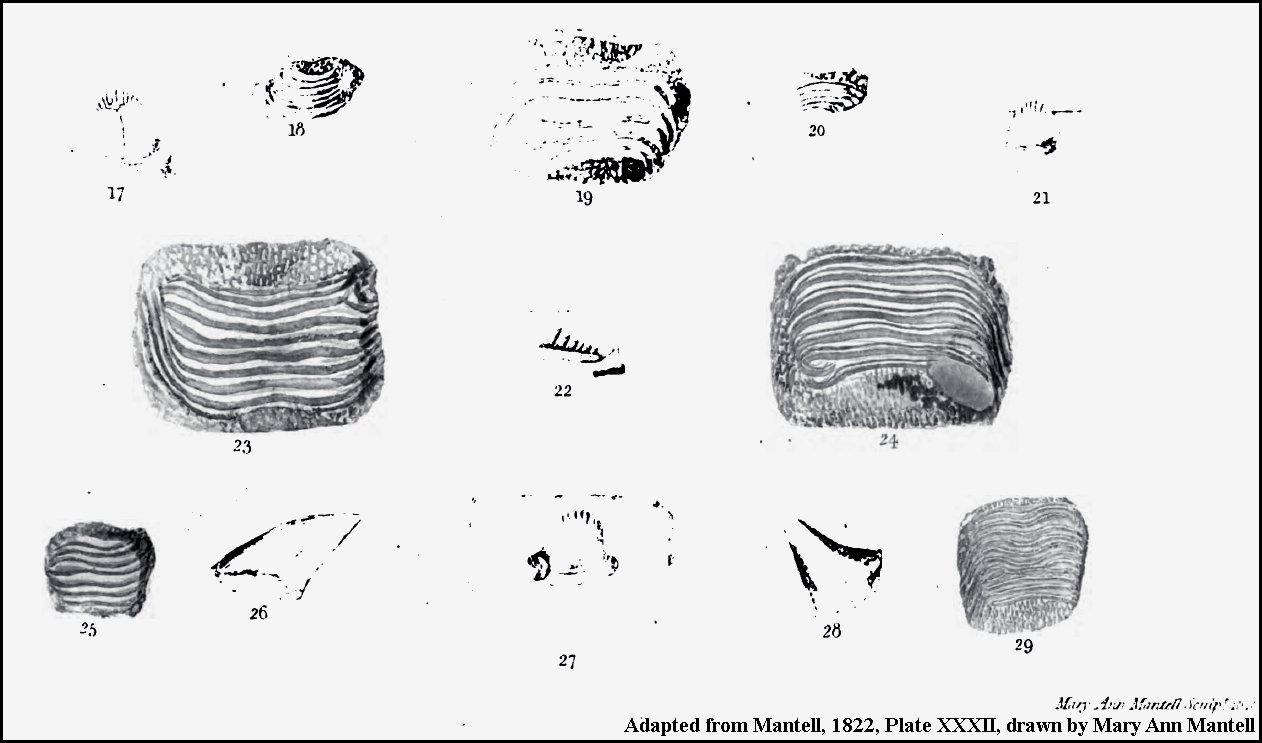
1822年の最初のプチコドゥスの歯の図

世界的に分布しているため、プチコドゥスは化石の歴史においても代表的である。孤立した歯、歯列の断片、石灰化した椎骨中心、歯状突起、および石灰化した軟骨の関連断片など、多くの化石が発見された。プチコドゥスの最初の化石は19世紀初頭にイギリスで発見され、「魚の口蓋」として特徴付けられた。カンザス州でプチコドゥスの歯が最初に発見されたのは、1868年にレイディがカンザス州ヘイズ砦近くで損傷した歯を報告し、記述した際である。その後、ほぼ完全な状態でさらに多くの歯が発見され、同属他種と断定された。プチコドゥスの種の化石は、アメリカ合衆国、ブラジル、カナダ、チェコ共和国、フランス、ドイツ、インド、日本、ヨルダン、メキシコ、スウェーデン、およびイギリスの海成層で発見されている。プチコドゥスの非常に多くの化石が世界の多様な地域で発見されているという事実は、アルビアンからチューロニアンにかけて種が分布した証拠である。 

## 形態

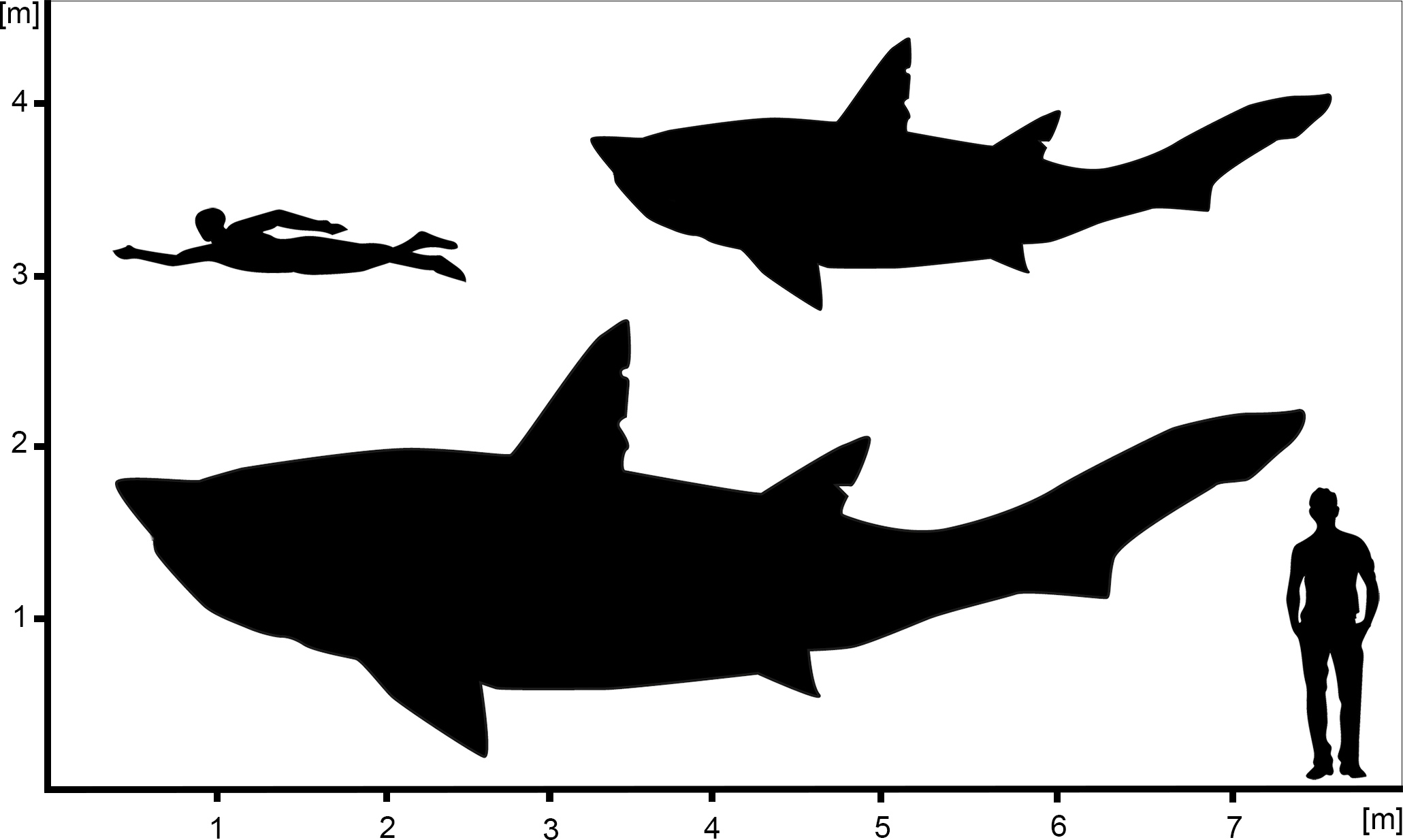
プチコドゥスのサイズと平均サイズの人間

全長10メートルに達するプチコドゥスの化石がアメリカ合衆国カンザス州で発掘された。プランクトンを摂食する現生の巨大ザメであるジンベエザメやウバザメと異なり、プチコドゥスの口には破砕用の板状の歯が広範囲に広がっていた。その数は多く、口腔には最大550本の歯があり、そのうち220本は下顎に、260本は上顎にある。これらの歯も非常に巨大であった。古生物学者は、最大の歯板の長さは55センチ、幅は45センチだと考えている。本属が持つ歯には2タイプあり、1つは平行で重なり合わない歯列であり、もう1つは重なり合う歯列である。形は種の食餌とその地理的位置と一致すると考えられているが、生息期間も大きな部分を占めている。例を挙げると、Ptychodus marginalis の歯は Ptychodus polygyrus の歯とは異なる。P. marginalis はイングリッシュ・チョークは中期セノマニアンから中期チューロニアンの堆積層から産出し、P. polygyrusは後期サントニアンから前期カンパニアンの堆積層から産出する。

## 古生物学
本属の種がネコザメ科のように甲殻を持つ生物を獲物とする現生サメの中で生き延びているという確固たる証拠はないが、本属は多くの同様のサメやエイに見られる破砕用の板状の歯を持った先駆者であると考えられている。その生息域は西部内陸海路と繋がっており、同じ時期のクレトキシリナとスクアリコラックスの密集した化石産地から離れ、中部と南端に限って生息していた。プチコドゥスがこの海域を好んだのは亜熱帯環境にあったゆえだけではなく、餌である Cremnoceramus、Volviceramus および他のイノセラムス科が豊富であったためと考えられている。

### 食性
プチコドゥスはその特殊な歯から、以前は硬い殻を持つ軟体動物などの底生生物を捕食していたと推測されていた。しかし、メキシコより発見された全身化石から推測される生態はむしろ遠洋性であり、活発に遊泳していたと考えられる。そのため、主な捕食対象はむしろアンモナイトやカメ類などの遊泳性の硬い殻を持つ動物であったのではないかと推測される。 

## 種
この属にはこれまでに発見された22の種があり、それを以下に列挙する。
- Ptychodus altior  Agassiz 1839
- Ptychodus anonymus Williston 1900
- Ptychodus arcuatus Agassiz 1837
- Ptychodus articulatus Agassiz 1837
- Ptychodus belluccii Bonarelli 1899
- Ptychodus concentricus Agassiz 1839
- Ptychodus decurrens Agassiz 1839
- Ptychodus elevatus Leriche 1929
- Ptychodus gibberulus Agassiz 1837
- Ptychodus janewayii Cope 1874
- Ptychodus latissimus Agassiz 1843
- Ptychodus mahakalensis Chiplonkar and Ghare 1977
- Ptychodus mammillaris Agassiz 1839
- Ptychodus marginalis Agassiz 1839
- Ptychodus mortoni Agassiz 1843
- Ptychodus multistriatus Woodward 1889
- Ptychodus oweni Dixon 1850
- Ptychodus paucisulcatus Dixon 1850
- Ptychodus polygyrus Agassiz 1839
- Ptychodus rugosus Dixon 1850
- Ptychodus spectabili Agassiz 1837
- Ptychodus whipplei Marcou 1858

## ギャラリー

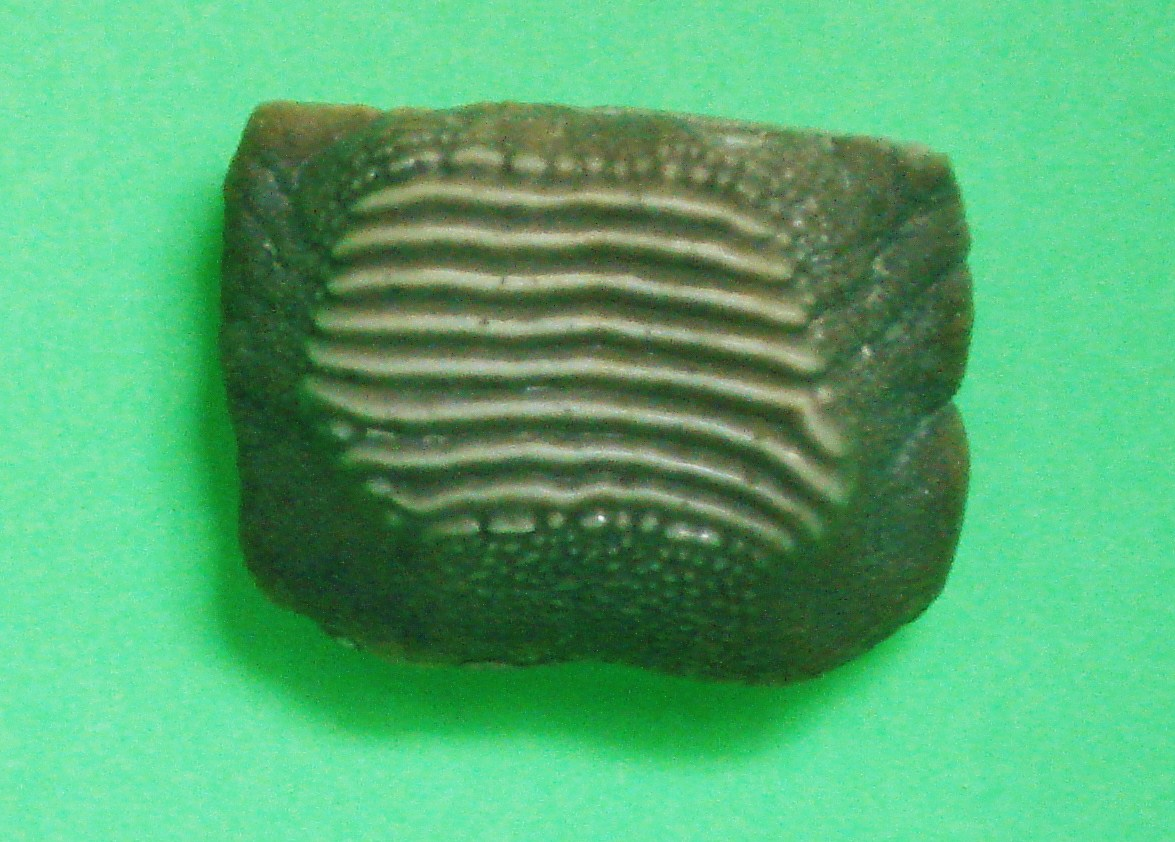
Ptychodus mammillaris の歯
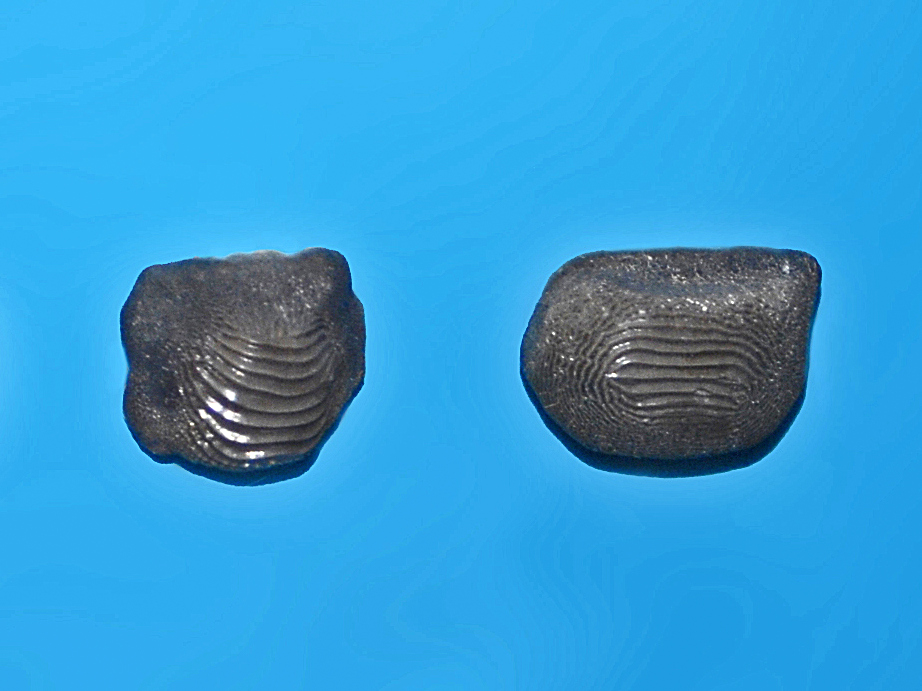
アメリカ合衆国の白亜紀の Ptychodus decurrens の歯
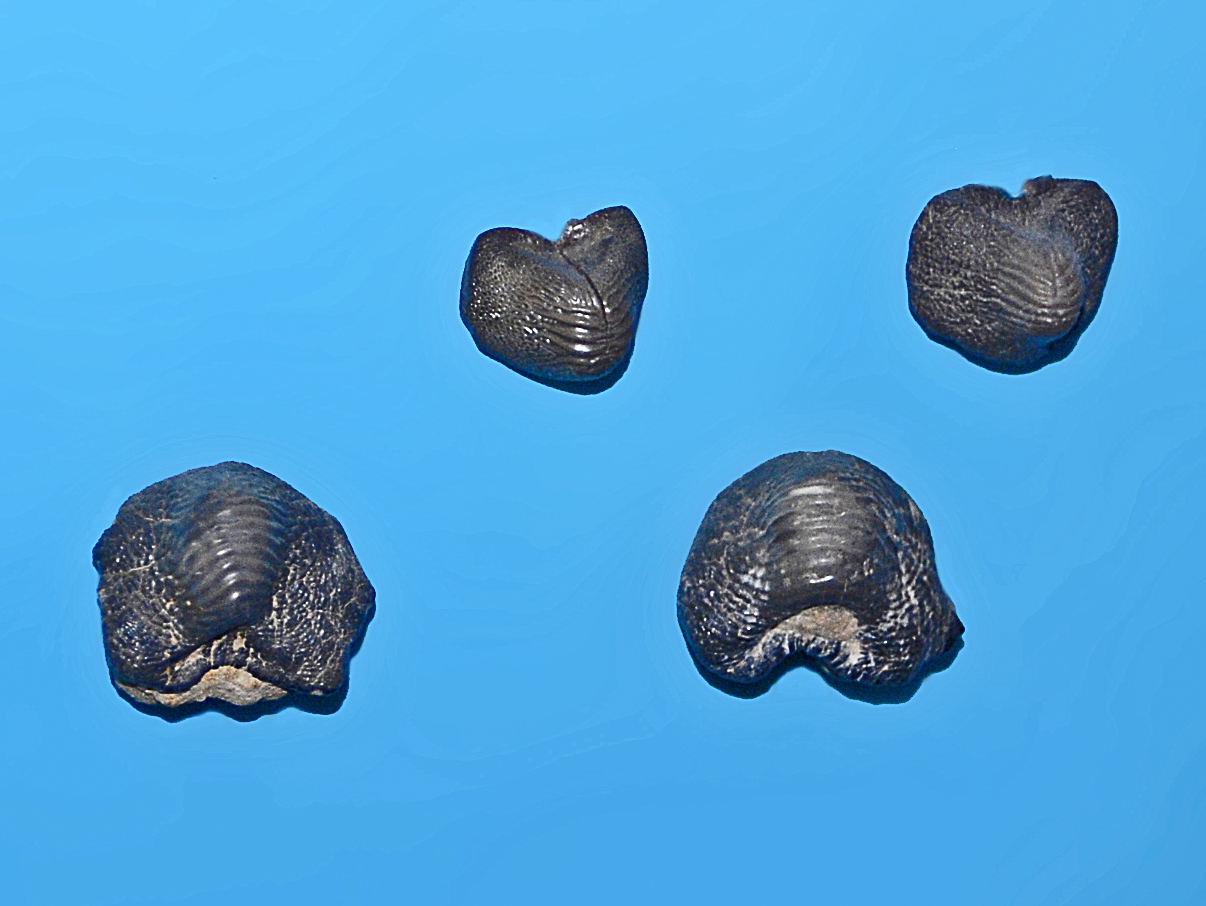
アメリカ合衆国の白亜紀に由来する歯
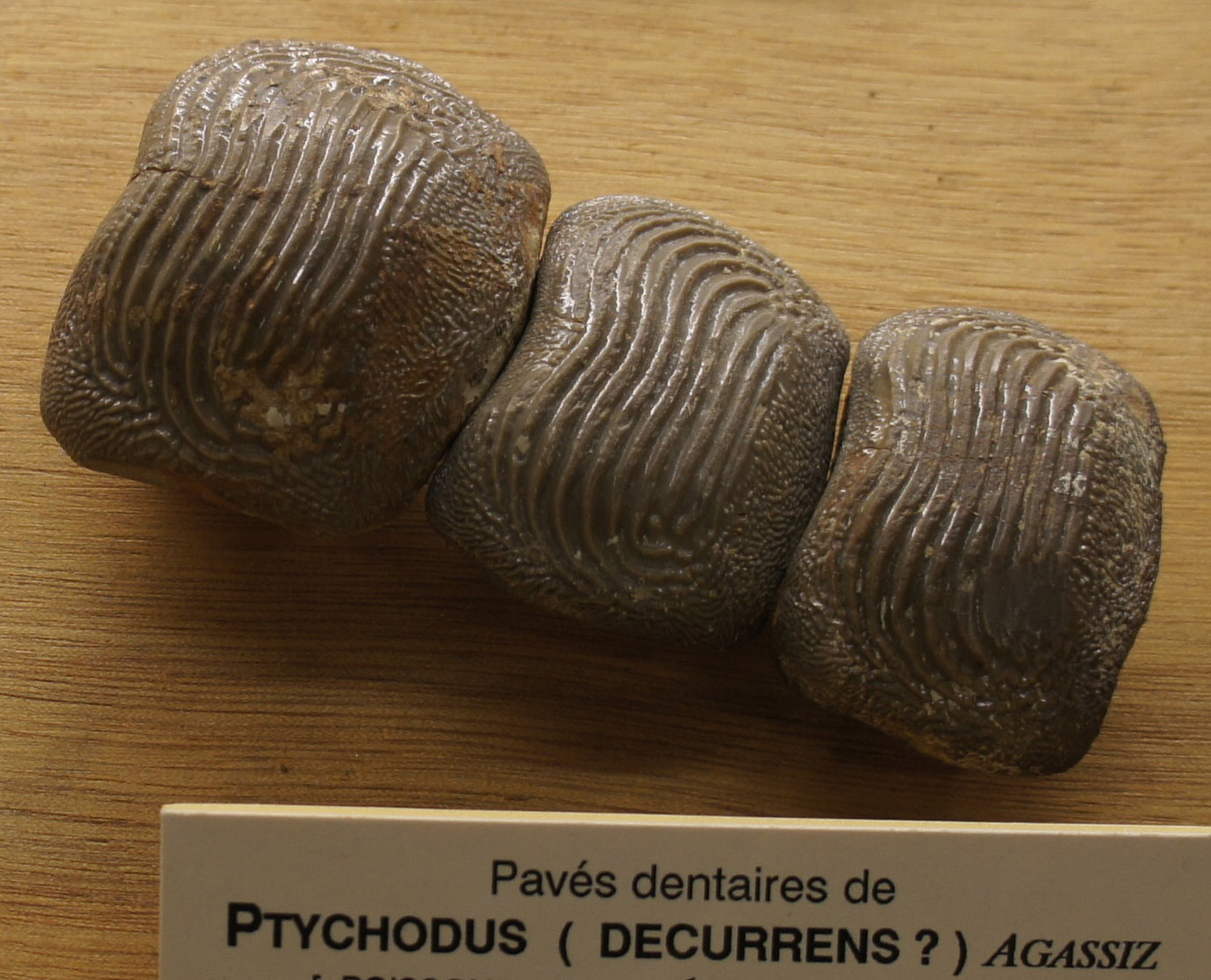
歯
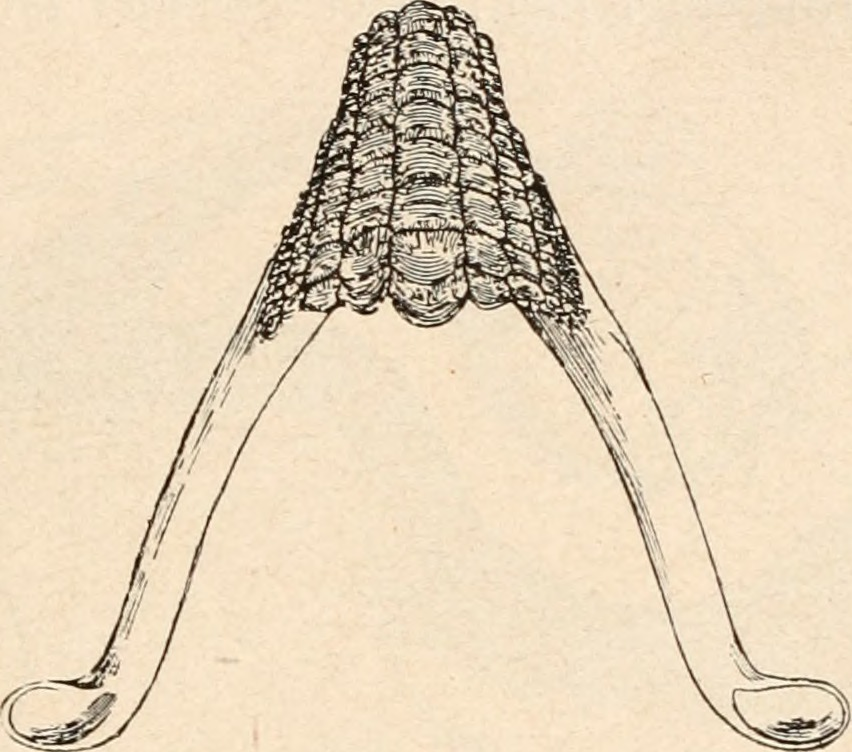
プチコドゥスの下顎